# Vincent Costanzo
Vincent Costanzo (ur. 11 maja 1991) – australijski judoka
Startował w Pucharze Świata w 2014 i 2015. Brązowy medalista mistrzostw Oceanii w 2017. Trzeci na mistrzostwach Australii w 2015 i 2016 roku.